# Fekete Jenő (tájfutó)
Fekete Jenő (Debrecen, 1943. május 12. – 2022. március 17.) magyar tájfutó, edző, sportvezető, versenybíró, szakíró.

## Pályafutása
1966-ban az Építőipari és Közlekedési Műszaki Egyetemen mérnöki, 1976-ban a Budapesti Műszaki Egyetemen gazdasági mérnöki oklevelet szerzett. 1980-ban a Testnevelési Főiskola Továbbképző Intézetében edzői, illetve tájfutó szakedző diplomát szerzett.
1956-ban a mosonmagyaróvári MOTIM TE csapatában kezdte a tájfutást. 1966 és 1974 között a BEAC, 1975 és 1988 között a MAFC tájfutója volt. Edzője Garay Sándor volt.
1969 és 1973 között a BEAC, 1973 és 1978 között a magyar junior tájfutó-válogatott, 1978 és 1988 között a MAFC edzője volt. 1988-ban a MAFC-nál vezetőedzőként tevékenykedett. Tanítványai közül Hegedűs Ábel, Klimstein László, ifjabb Balla Sándor, Harkányi Ádám és Széles Gábor magyar bajnokok lettek.
1976 és 1988 között a Magyar Tájékozódási Futó-szövetség (MTFSZ) elnökségi tagja volt. Az 1983-as felnőtt világbajnokság szervezőbizottságának az elnöke volt. 1994 és 2004 között a Budapesti Tájfutó-szövetség elnökeként tevékenykedett, távozásakor tiszteletbeli elnökké választották. 
A civil életben 1966 és 1972 között a Vízügyi Tervező Vállalat tervezőmérnöke, 1972 és 1982 között az Országos Vízügyi Hivatal főelőadója, 1982-től az Országos Műszaki Fejlesztési Bizottság osztályvezetője, majd 1991-től főosztályvezetője volt.

## Műve
- Tájfutó technikai ABC, Budapest, 1985

## Sikerei, díjai
- Skerletz Iván-díj (2010)[2]